# Jacqueline Morand-Deviller
Jacqueline Morand-Deviller, née en 1938 à Néris-les-Bains,, est professeure à l’Université de Paris de droit public, docteure en sciences politiques. Elle est spécialiste du droit de l’environnement, droit de l’urbanisme et juriste du droit administratif.

## Biographie
Elle obtient un diplôme de l’Institut d’études politiques de Paris en 1962, ainsi d’études supérieures de droit public en 1963, de sciences politiques en 1964 et un doctorat en droit public en 1967. Elle commence sa carrière en tant que chargée de cours dans diverses facultés de droits : d’Oran de 1965 à 1966, de Paris de 1966 à 1969 et de Limoges de 1969 en 1972 où elle finit par être nommée professeure, profession qu’elle exercera jusqu’en 1977. Ensuite, elle devient doyenne de l’Université de Paris XII de 1984 à 1988. Par la suite, elle exerce le métier de professeure à l’Université de Paris de 1989 à 2006. Parallèlement à cela elle écrit de nombreux ouvrages sur l’histoire des idées politiques et sur ses divers domaines en droit.

## Publications
- Les idées politiques de Louis-Ferdinand Céline, Librairie générale de droit et de jurisprudence, P. Pichon et R. Durand-Auzias, 1972, Bibliothèque constitutionnelle et de science politique, 216 p. - Réédition Écriture, 2010, Céline et cie, 302 p.
- Le droit de l'environnement, Presses Universitaires de France, 1987, Que sais-je ?, 127 p.[4],[5],[6],[7],[8] - 2023, 13e éd.
- Cours de droit administratif : cours, thèmes de réflexion, commentaires d'arrêt avec corrigés, Montchrestien, 1990, 628 p.
- Droit de l'urbanisme, Dalloz, 1992, Mémentos Dalloz, 180 p.[9],[10]
- Droit administratif des biens, Montchrestien, 1994, Exercices pratiques, 313 p.[11]
- Droit de l'environnement, ESTEM, 1996, Savoir plus universités, 194 p.
- Le permis de construire, Dalloz, 1997, Connaissance du droit, 167 p.[12]
- Cours de droit administratif des biens : [cours, thèmes de réflexion, commentaires d'arrêt avec corrigés], Montchrestien, 1999, Cours de droit, 919 p.
- L'environnement et le droit, L.G.D.J., 2001, Politiques locales, 104 p.
- La commune, l'urbanisme et le droit, LGDJ, 2002, Politiques locales, 114 p.

### Rééditions
- Pierre Bourdon et Florian Poulet, Droit administratif des biens : cours, réflexions et débats, dl 2022 (ISBN 978-2-275-10188-0 et 2-275-10188-8, OCLC 1348268366, lire en ligne)
- Pierre Bourdon et Florian Poulet, Droit administratif : cours, réflexions et débats, dl 2021 (ISBN 978-2-275-09188-4 et 2-275-09188-2, OCLC 1280311828, lire en ligne)
- David Renders, Jacqueline Morand-Deviller et Willy Spannowsky, La mobilité urbaine = Urban mobility, 2020 (ISBN 978-2-8027-6757-2, 2-8027-6757-7 et 978-2-8027-6757-2, OCLC 1243890705, lire en ligne)
- Jacqueline Morand-Deviller, Le droit de l'environnement, Presses universitaires de France, coll. « Que sais-je ? / 12e édition mise à jour », 2019 (ISBN 978-2-7154-0223-2 et 2-7154-0223-6, OCLC 1132249749, lire en ligne)
- Judith Gifreu Font, Jacqueline Morand-Deviller, David Renders et Association internationale de droit de l'urbanisme, Patrimoine architectural, sites et paysages saisis par le droit de l'urbanisme = Architectural heritage, sites and landscapes seized by urban law : [11e colloque biennal, organisé à Barcelone les 22 et 23 septembre 2017], dl 2019 (ISBN 978-2-8027-6309-3 et 2-8027-6309-1, OCLC 1090652240, lire en ligne)
- Sébastien Ferrari, Droit de l'urbanisme, dl 2018 (ISBN 978-2-247-17859-9 et 2-247-17859-6, OCLC 1057455834, lire en ligne)
- Jacqueline Morand-Deviller, L'environnement et le droit, LGDJ, 2006 (ISBN 2-275-03023-9 et 978-2-275-03023-4, OCLC 165078469, lire en ligne)
- Jacqueline Morand-Deviller, La commune, l'urbanisme et le droit, LGDJ, 2002 (ISBN 2-275-02138-8 et 978-2-275-02138-6, OCLC 422107120, lire en ligne)
- Roland Drago, Jean-Bernard Auby, Jean Marie Auby et Jean-Jacques Bienvenu, Mélanges en hommage à Roland Drago : l'unité du droit, Economica, 1996 (ISBN 2-7178-3055-3 et 978-2-7178-3055-2, OCLC 34707152, lire en ligne)
- Jacqueline Morand-Deviller, Jean-Claude Bonichot, Marthe Torre-Schaub et Laurent Vidal, Mondialisation et globalisation des concepts juridiques l'exemple du droit de l'environnement, IRJS, dl 2010 (ISBN 978-2-9534539-3-5, 2-9534539-3-8 et 978-2-9534539-5-9, OCLC 690389554, lire en ligne)